# Кундера, Людвик
Людвик Кундера (чеш. Ludvík Kundera; 22 марта 1920[…], Брно[…] — 17 августа 2010[…], Босковице[…]) — чешский поэт, писатель, драматург, переводчик, литературовед, историк литературы.
Двоюродный брат писателя Милана Кундеры.
В творчестве Л. Кундеры преобладает влияние авангардизма и, в частности, сюрреализма.
В 1970 году был исключён из Коммунистической партии Чехословакии, впредь был вынужден работать под псевдонимами и включился в самиздат.
Литературоведческая деятельность сосредоточена, в основном, на творчестве поэта Франтишека Халаса, одного из крупнейших чешских лириков XX века.

## Награды
- Чешская Медаль за заслуги первой степени (2007)
- лауреат государственной премии Австрии в области литературного перевода (1993),
- лауреат словацкой премии Яна Стремека (2000)
- премия Лейпцигской книжной ярмарки (2002).
- Премия Ярослава Сейферта (Чехия, 2009).

## Избранная библиография
- Konstantina, 1946
- Živly v nás, 1946
- Napospas aneb Přísloví pro kočku, 1947
- Letní kniha přání a stížností, 1962
- Totální kuropění, 1962
- Tolik cejchů, 1966
- Fragment, 1967
- Nežert, 1967
- Odjezd, 1967
- Labyrint světa a lusthauz srdce, 1983
- Dada (Jazzpetit nr. 13), 1983
- Chameleon, 1984
- Hruden, 1985
- Královna Dagmar, 1988
- Ptaní, 1990
- Napříč Fantomázií, 1991
- Malé radosti, 1991
- Ztráty a nálezy, 1991
- Pády, 1992
- Spád věcí a jiné básně, 1992
- Řečiště, 1993

Переводил с немецкого и французского языков и с чешского на немецкий. Среди его переводов произведения Г. Бёлля, Б. Брехта, Г. Бюхнера, П. Вайса, А. Зегерс, А. Кубина, И. Краско, Р. Рильке, Г. Тракля, Р. Шара, Ф. Шиллера и др.